# Aglossestra marialudovicae
Aglossestra marialudovicae är en fjärilsart som beskrevs av Lucas 1914. Aglossestra marialudovicae ingår i släktet Aglossestra och familjen nattflyn. Inga underarter finns listade i Catalogue of Life.